# Audi 80
Audi 80 je automobil střední třídy, který v letech 1966 až 1996 vyráběla německá automobilka Audi. V roce 1980 byl od modelu Audi 80 odvozen model Audi Quattro a v roce 1994 se model 80 přejmenoval na Audi A4. Od roku 1973 tento model sdílel podvozkovou platformu s automobilem Volkswagen Passat a kromě provedení sedan byl dostupný i v provedení Avant (označení pro combi u značky audi). Verze coupé a kabriolet nebyly prezentovány jako součást této modelové řady, ale sdílely stejnou platformu a množství dílů.
V Severní Americe a Austrálii byl model 80 prodávaný v modelových letech 1973–1979 jako Audi Fox a jako Audi 4000 v letech 1980–1987 v USA. Audi 90 byla verze modelu 80 s vyšší výbavou.
Během výroby se do tohoto modelu montovalo několik různých druhů spalovacích motorů. Benzínové motory s karburátorem (označení "S"), se vstřikováním paliva (označení "E" – Einspritzung) a naftové motory zahrnovaly atmosférické motory (označení "D" – Diesel), přeplňované motory (označení "TD" – turbodiesel) a přeplňované motory s přímým vstřikem paliva (označení "TDI" – Turbocharged Direct Injection).

## F103 (1966–1969)
Audi F103 založené na DKW F102 bylo prodávané v letech 1966–1969. Jednotlivé modely této řady se označovaly podobně jako u některých jiných automobilek té doby podle výkonu motoru v koňských silách. V letech 1966–1969 byl jedním z modelů i Audi 80, i když v té době nešlo o samostatně vyčleněný model, ale pouze o označení motorizace.

## Modely

### Typ 80 (1972–1976)
Tento model byl v Evropě představen v roce 1972 (spuštění výroby v květnu 1972) jako Audi 80 a v roce 1973 v Austrálii a USA jako Audi Fox. Dostupné bylo jako dvou- a čtyřdveřový sedan. Ve výrobě zastoupil několik starších modelů, které automobilka Audi stáhla z trhu (z řady F103, která obsahovala i model označovaný jako Audi 80) a poskytl automobilce životaschopného soupeře pro Opel Ascona a Ford Taunus. Mateřská automobilka Volkswagen zanedlouho od tohoto modelu odvodila model Passat.
Zpočátku byly Audi 80 poháněny 1,3 a 1,5litrovými benzínovými řadovými čtyřválcovými motory s rozvodem OHC. Motory byly dostupné v různých výkonových variantách. Pro 1,3litrový motor byly k dispozici varianty s 40 kW (55 PS, 54 bhp, identifikační kód: ZA) a 44 kW (60 PS, 59 bhp, identifikační kód: ZF). 1,5litrový motor byl k dispozici ve verzi 55 kW (60 PS, 59 bhp, identifikační kód: ZB) a 63 kW (85 PS, 84 bhp, identifikační kód: ZC).
Na domácím trhu byly dostupné dvou- a čtyřdveřové sedany v základní výbavě (40 a 44 kW verze, prodávané pod názvem Audi 80 a Audi 80 S), jako model L (LS s 55 kW) nebo jako luxusnější model GL (pouze 63 kW). V září 1973 Audi spustilo prodej sportovního dvoudveřového modelu Audi 80 GT osazeného 1,6litrovým motorem s karburátorem a o výkonu 74 kW (100 PS, 99 bhp).
Audi 80 mělo přední nápravu typu McPherson a tuhou zkroutí zadní nápravu s vlečenými rameny a panhardskou tyčí. Odpružení bylo řešeno vinutými pružinami a teleskopickými tlumiči.
Úsilí věnované do návrhu karoserie a vývoje modelu 80 se vyplatily v roce 1973 v soutěži o Evropské auto roku, kde Audi 80 vyhrálo s náskokem před modely Renault 5 a Alfa Romeo Alfetta.

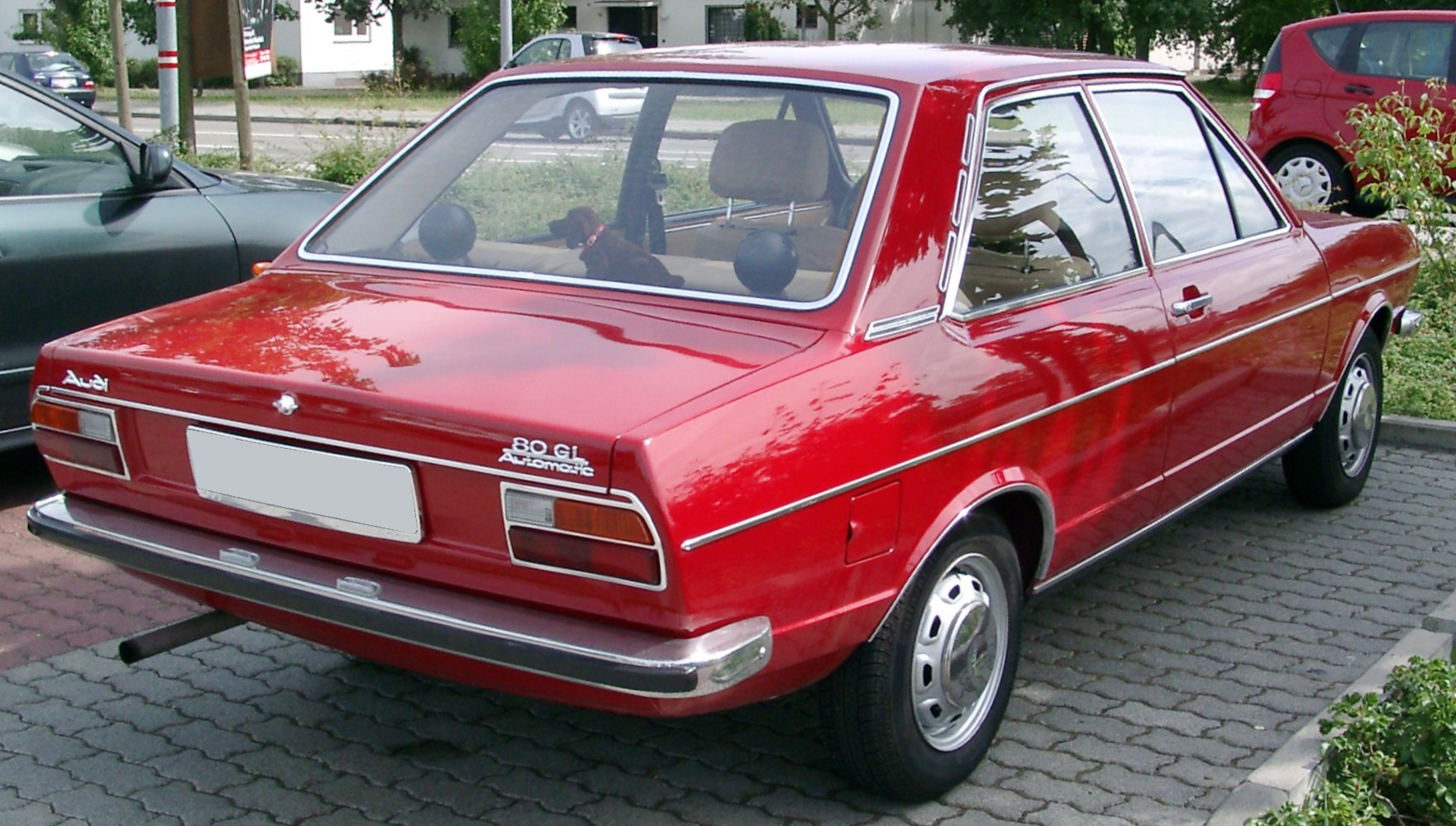
Zadní část vozu
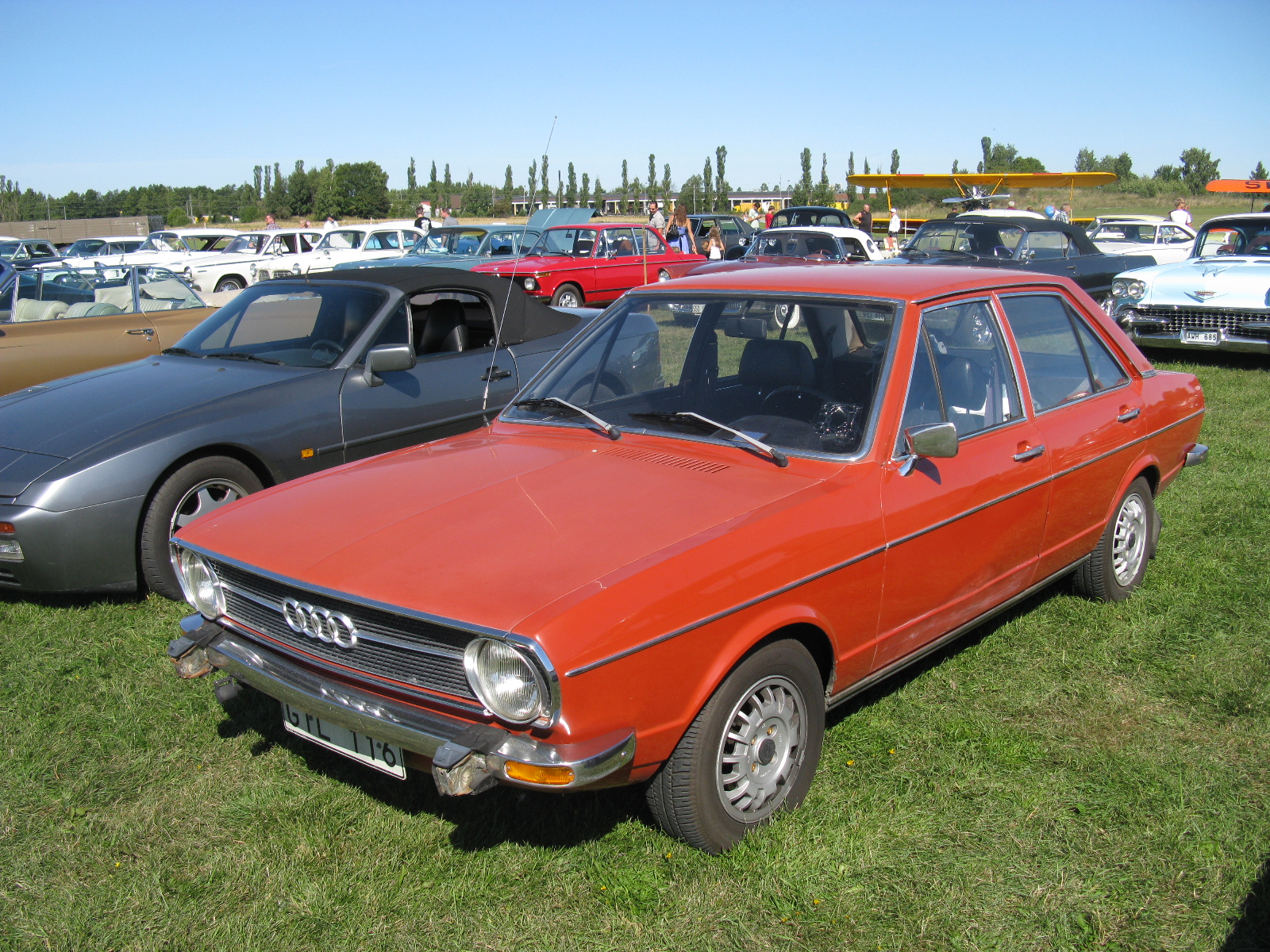
Audi 80 GLS jako čtyřdveřový
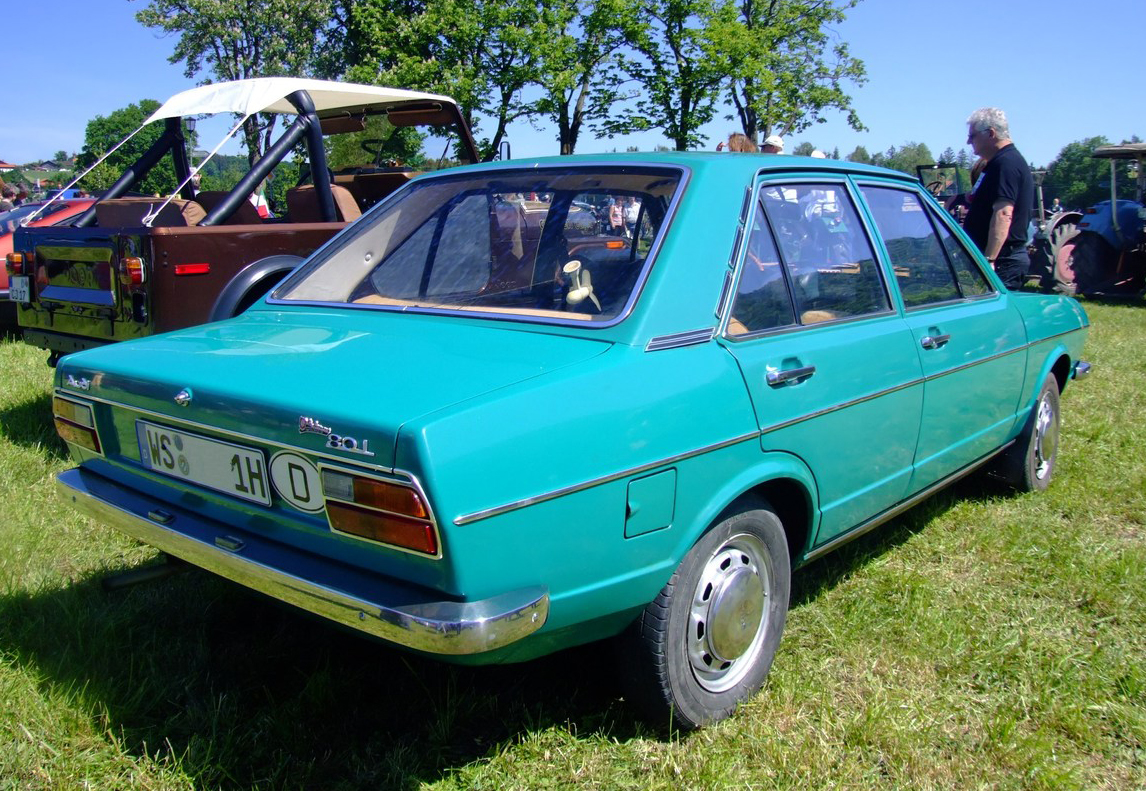
Audi 80 jako čtyřdveřový
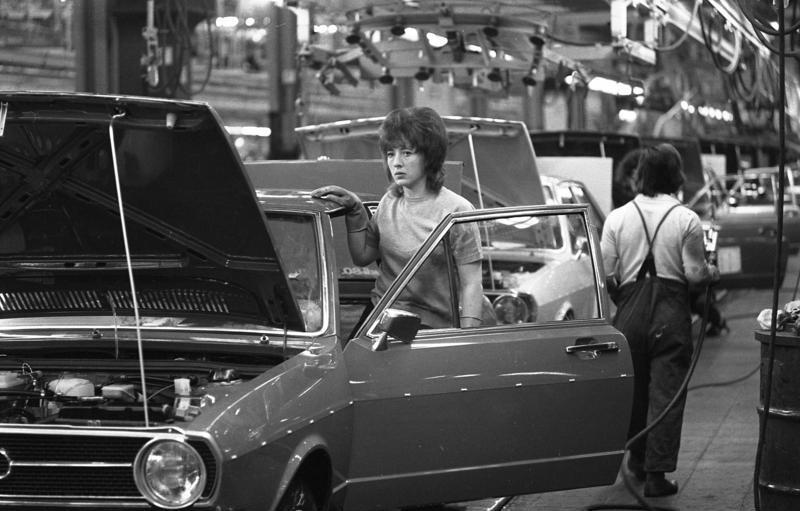
Výroba Audi 80 probíhala i ve Wolfsburgu

### Typ 82 (1976–1978)
V roce 1976 byl model Audi 80 modernizován. Modernizace přinesla přední část ve stylu nově zavedeného modelu Audi 100C2 s hranatými světlomety namísto kruhových. Namísto 1,5litrových motorů se montovaly 1,6litrové motory (se stejnými výkony) a nový model 80 GTE se vstřikováním paliva s motorem 1,6 o výkonu 81 kW (110 PS, 110 bhp) nahradil Audi 80 GT.
Verze Fox měla 1,5litrový motor s výkonem 41 kW (55 hp, 56 PS) spojený se čtyřstupňovou manuální převodovkou. Pozdější verze byly osazovány 1,6litrovým motorem o výkonu 62 kW.
Na některých trzích byla uvedena 5dveřová verze "Avant" (pojmenování pro kombi zažité u Audi). Šlo o model Volkswagen Passat s přední a zadní částí sjednocenou s modelem Audi 80. Platforma B1 byla stažena z evropského trhu v roce 1978, ale v USA se prodávala do roku 1979.

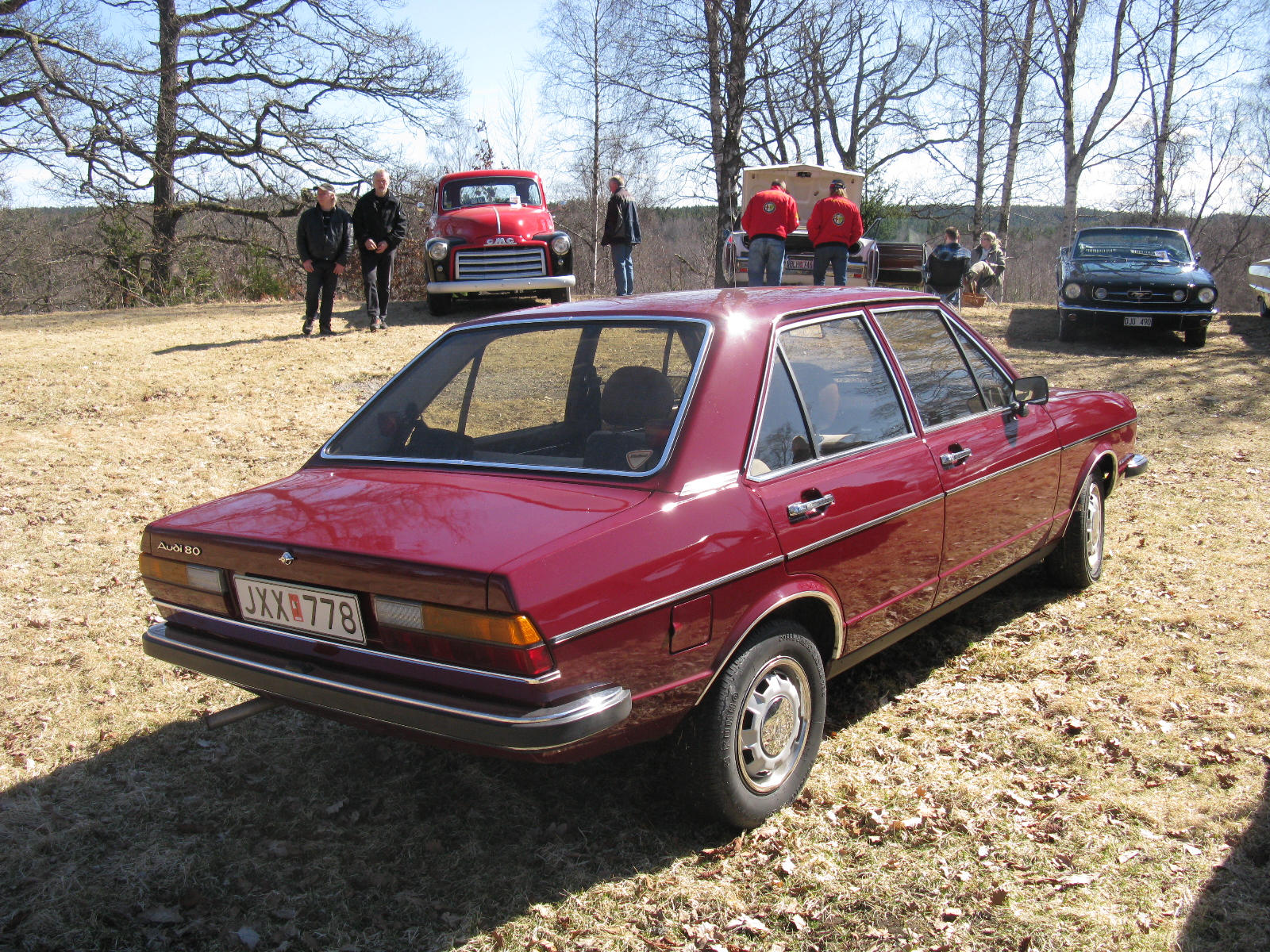
Zadní část čtyřdvéřového vozu
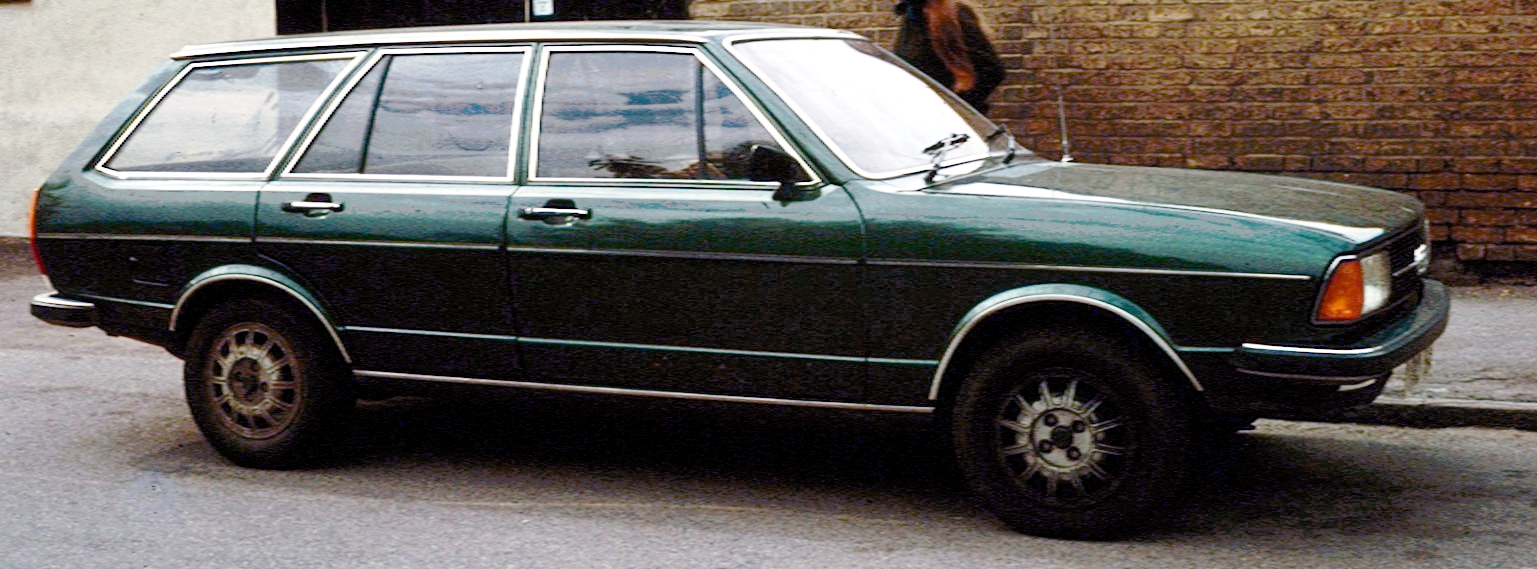
Audi 80 Station Estate (verze pro Spojené království)

### B2 (1978–1986)
Audi přetvořilo model 80 na základě platformy B2 (Typ 81) v roce 1978 v Evropě a v roce 1979 v Severní Americe. V Evropě se nadále používal název Audi 80, ale v Severní Americe se začalo používat označení Audi 4000/4000S. Design karoserie vytvořil Giorgetto Giugiaro. Převážná většina Audi 80 B2 byla vyrobena jako čtyřdveřová, ale bylo vyrobeno malé množství dvoudveřových automobilů. Combi (Avant) se nevyráběl, protože v této době tento segment trhu zabral Volkswagen Passat.
V Austrálii byl na trh v říjnu 1981 uveden model Audi 5 + 5. Byl to čtyřdveřový sedan s 5 válcovým motorem o objemu 2144cm3.
V roce 1984 podstoupil model 80 modernizaci. Přední část dostala světlomety z modelu 100, byly modifikovány přední a zadní blatníky a modernizovaný byl i interiér. Po této modernizaci se objevil model Audi 90, který byl v podstatě Audi 80 s objemnějšími motory a bohatší výbavou. Pro oba modely přibyl turbodieselový 1,6litrový motor o výkonu 51 kW a pro model 90 přibyly 2 benzinové motory o objemu 2,0 litru a výkonu 85 kW a 2,2 litru o objemu 100 kW, který byl později zvýšen na 2,3 litru. Motor o objemu 2,2 litru se nabízel i s katalyzátorem výfukových plynů, kdy byl jeho výkon 85 kW při pohonu přední nápravy a 88 kW při pohonu všech kol.
Pro evropský trh se používala přední maska s jednoduchými světlomety, zatímco v Americe se používaly dvojité světlomety.
Platforma B2 se ukázala být univerzální a výhodná – mnoho komponentů bylo sdílených nebo použitých z modelů Audi Coupe GT, Audi Quattro a Audi Sport Quattro. Ty přinesly firmě dobré jméno poté, co se pohon všech kol quattro osvědčil v různých závodech.
Sedany se nabízely do roku 1986 v Evropě, na zahraničních trzích ještě o rok déle. Audi Coupé založené na platformě B2 vydrželo v prodeji do roku 1988.

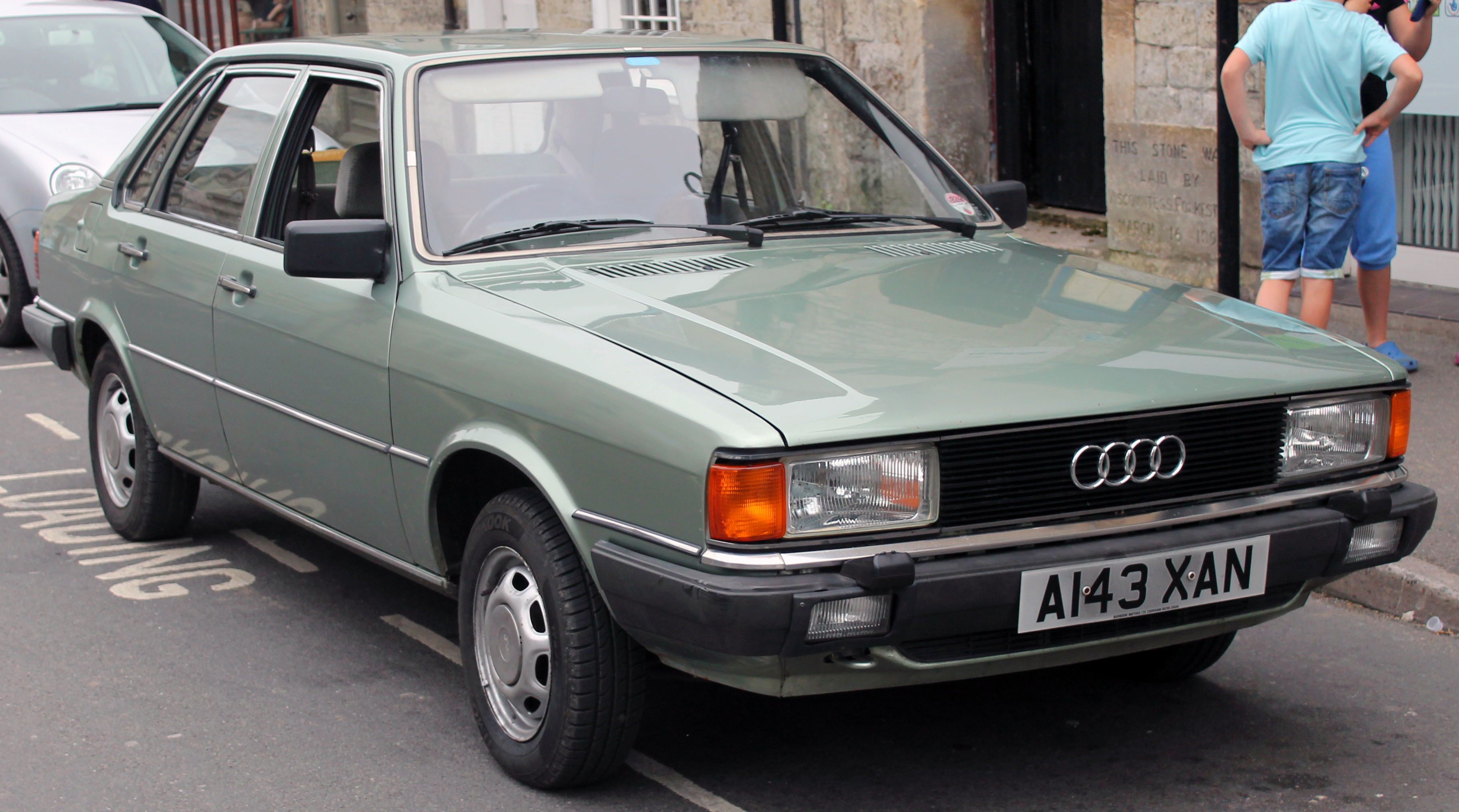
1983 Audi 80 1.8 GL
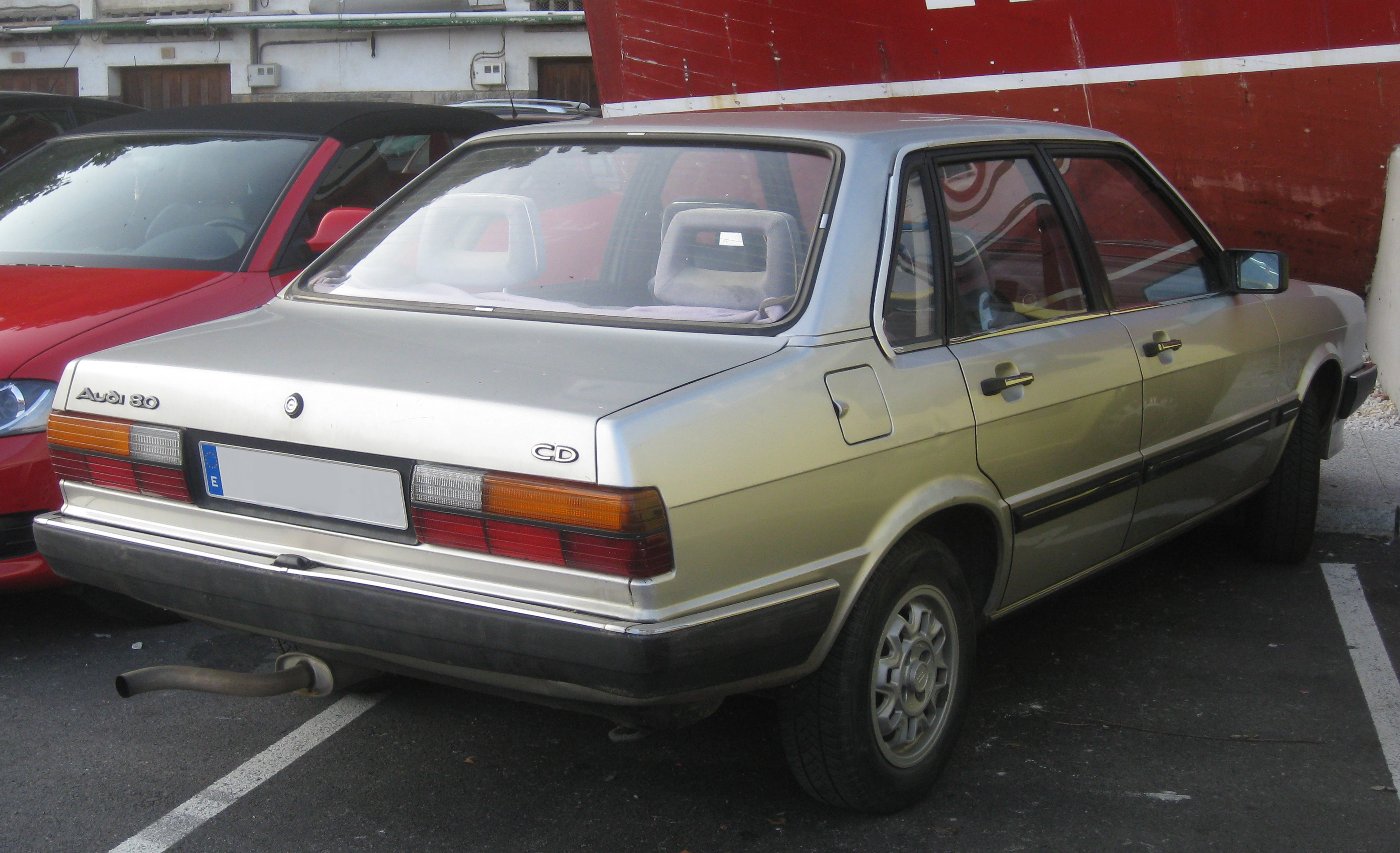
Audi 80 CD, zadní část
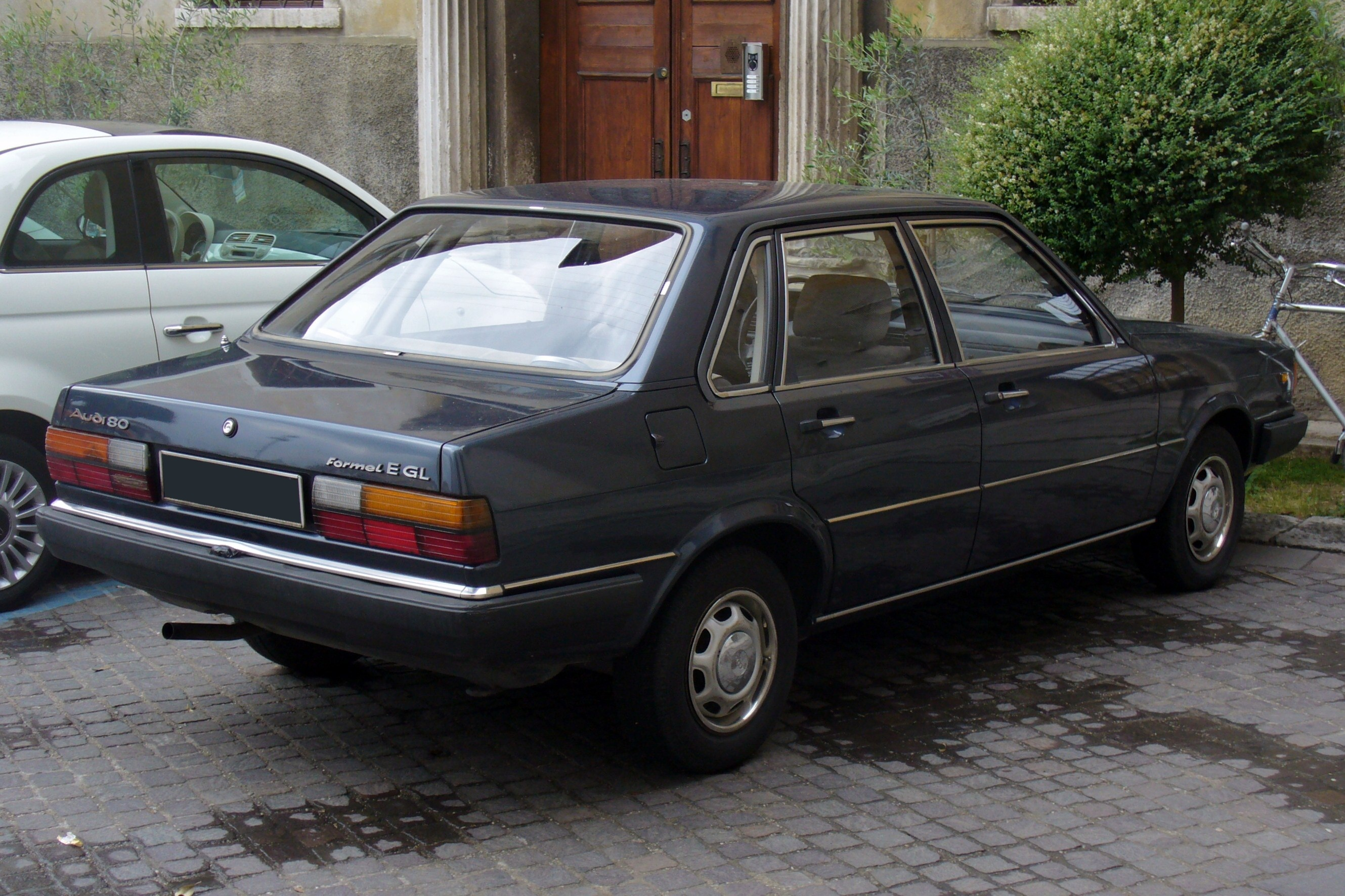
Audi 80 Formel E

### B3 (1986–1991)
V září 1986 Audi uvedlo na evropský trh nový model Audi 80 Typ 89, uvedení na zámořské trhy pokračovalo v následujícím roce. Platforma, na které byl tento model založen, není zcela totožná s platformou B3, kterou používal Passat. Design karoserie byl aerodynamický a poprvé bylo použito galvanické pozinkování karoserie, které zvýšilo odolnost vůči korozi. Pozinkování karoserie se u Audi používá dodnes.
Na rozdíl od předchůdců se model B3 prodával na všech trzích pod označením Audi 80 nebo Audi 90. Do modelu B3 se dostala většina motorů dostupná v modelu B2, ale na některé motory se namísto karburátoru montovalo vstřikování paliva. Pro evropský trh přibyla paleta nových zážehových a vznětových motorů i bezpečnostní systém procon-ten, který se v roce 1991 stal standardem.
V roce 1987 byl na trh znovu uveden model Audi 90 s řadovým 5 válcovým motorem a luxusnější výbavou. Model 90 se vizuálně odlišuje zadním panelem koncových světel po celé šířce vozu, světlomety s přídavnými dálkovými světly a jiným tvarem masky chladiče. Nejvýraznějším rozdílem jsou přední směrová světla, která byla oproti modelu 80 přesunuta z blatníků od světlometů níže k mlhovým světlům, která byla v modelu 90 standardní výbavou. Audi 90 nabízelo první 20-ventilový motor od Audi od dob uvedení přeplňovaného motoru v Audi Sport Quattro. Tento motor poskytoval výkon 130 kW.

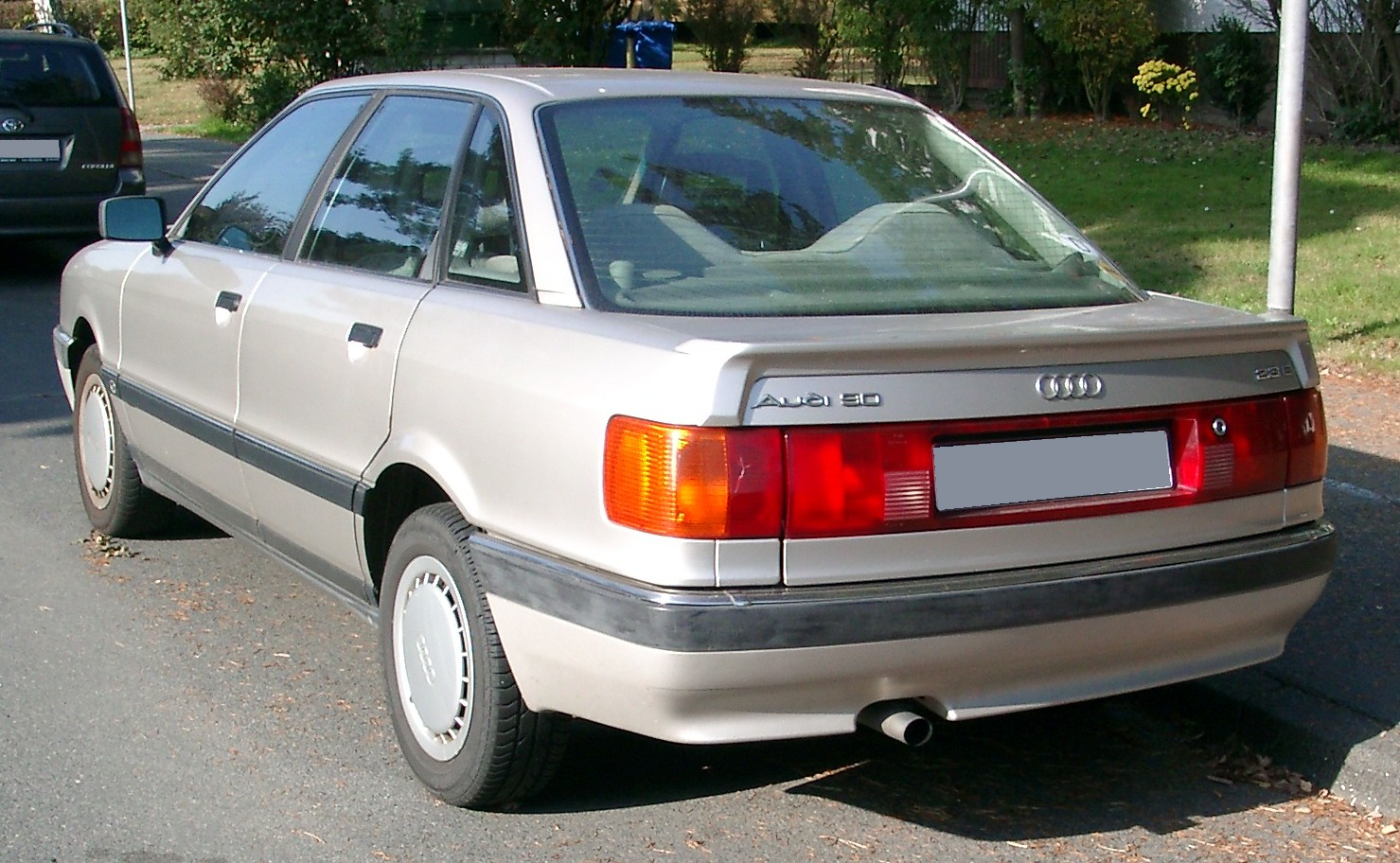
Audi 90 (1987–1991)
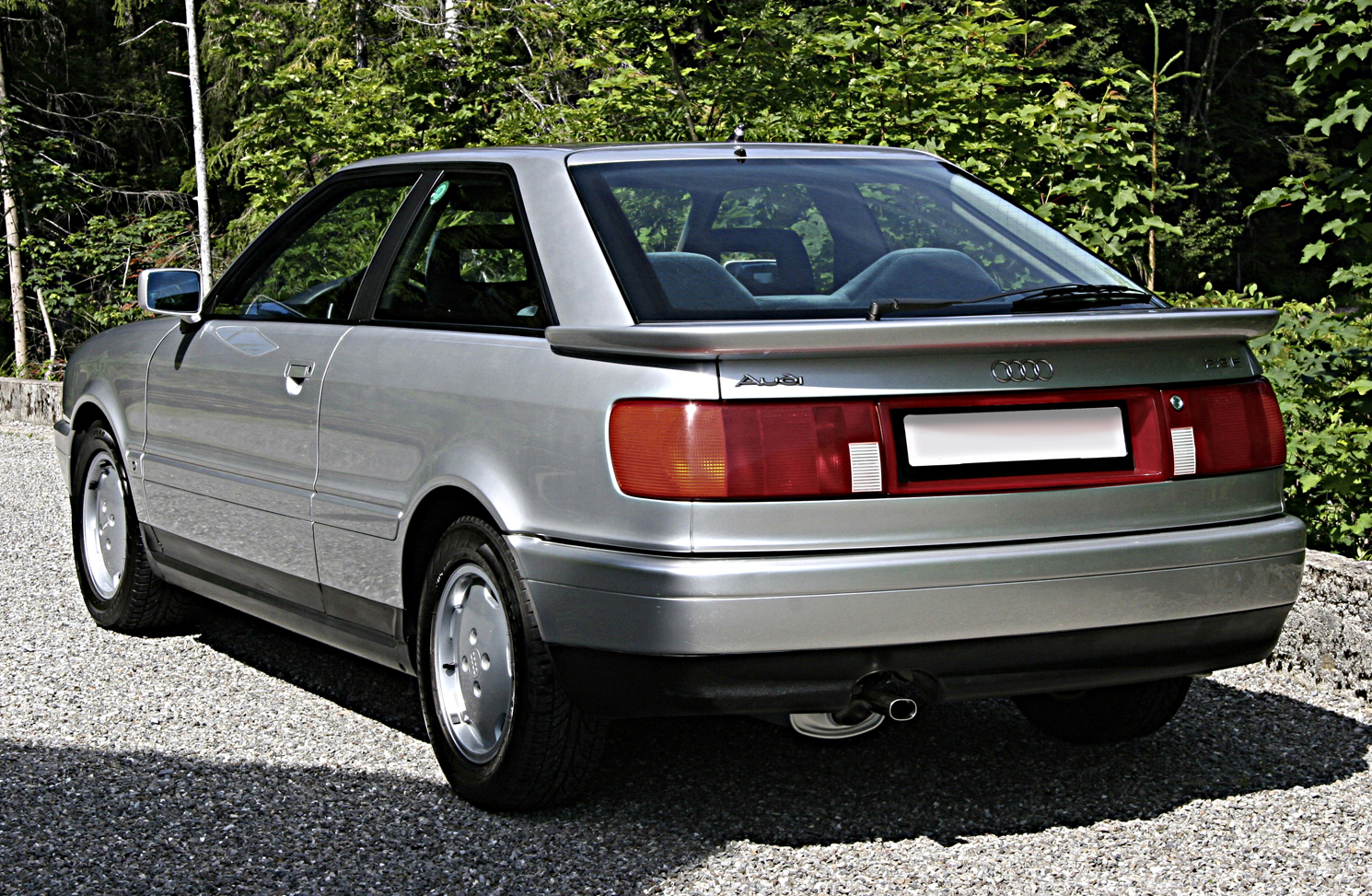
Audi Coupé (1988–1996)
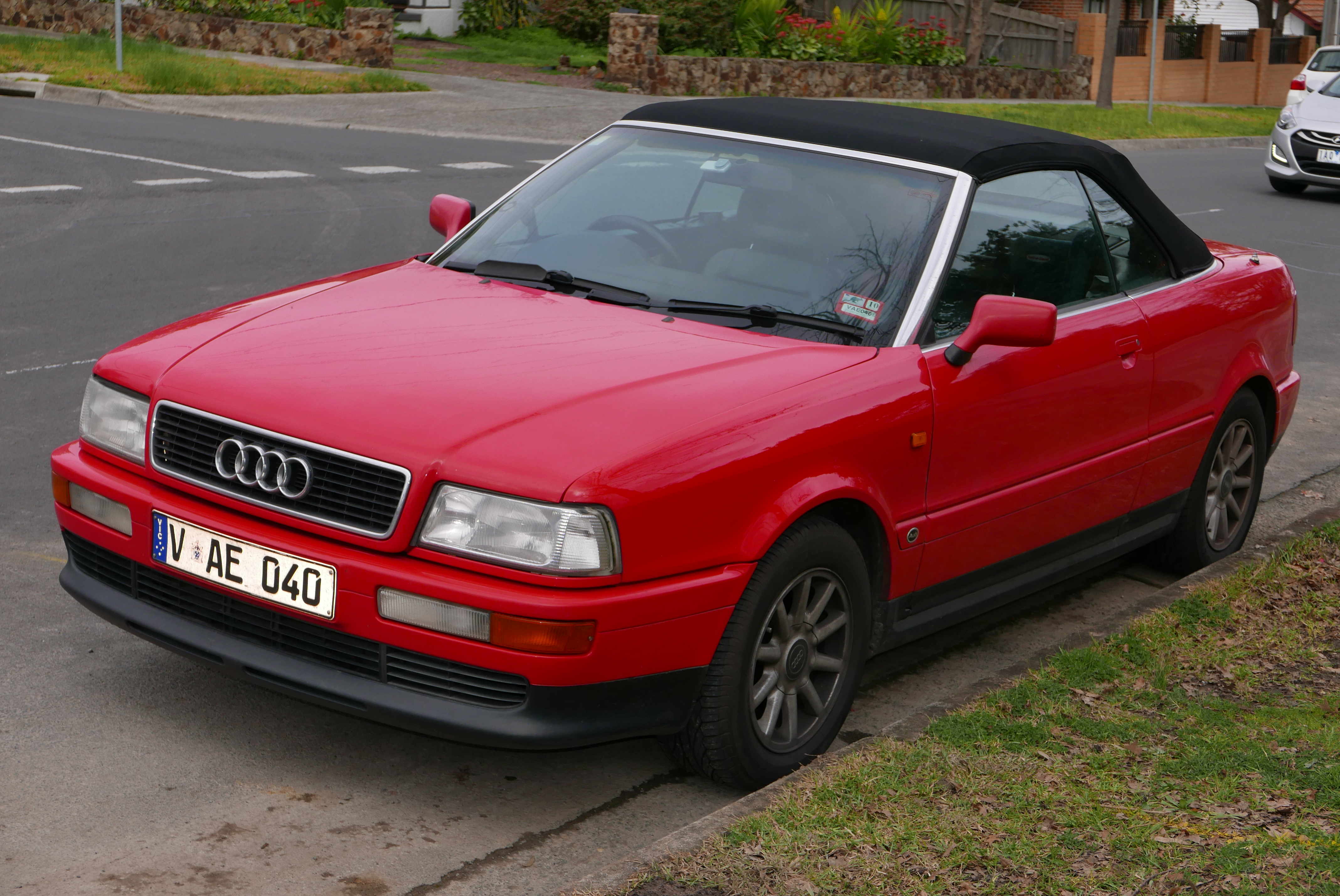
Audi Cabriolet (1991–2000)
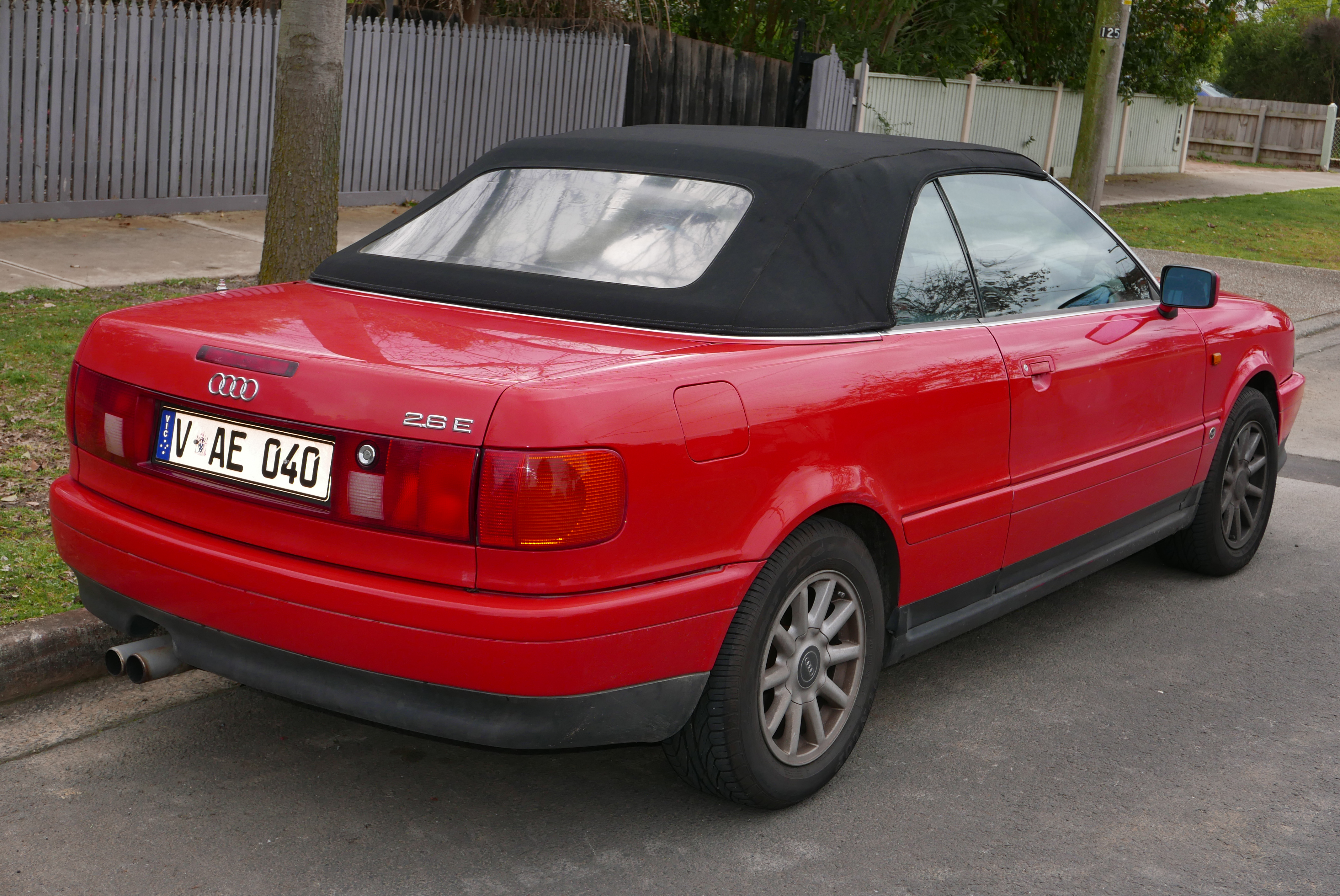

#### Audi S2

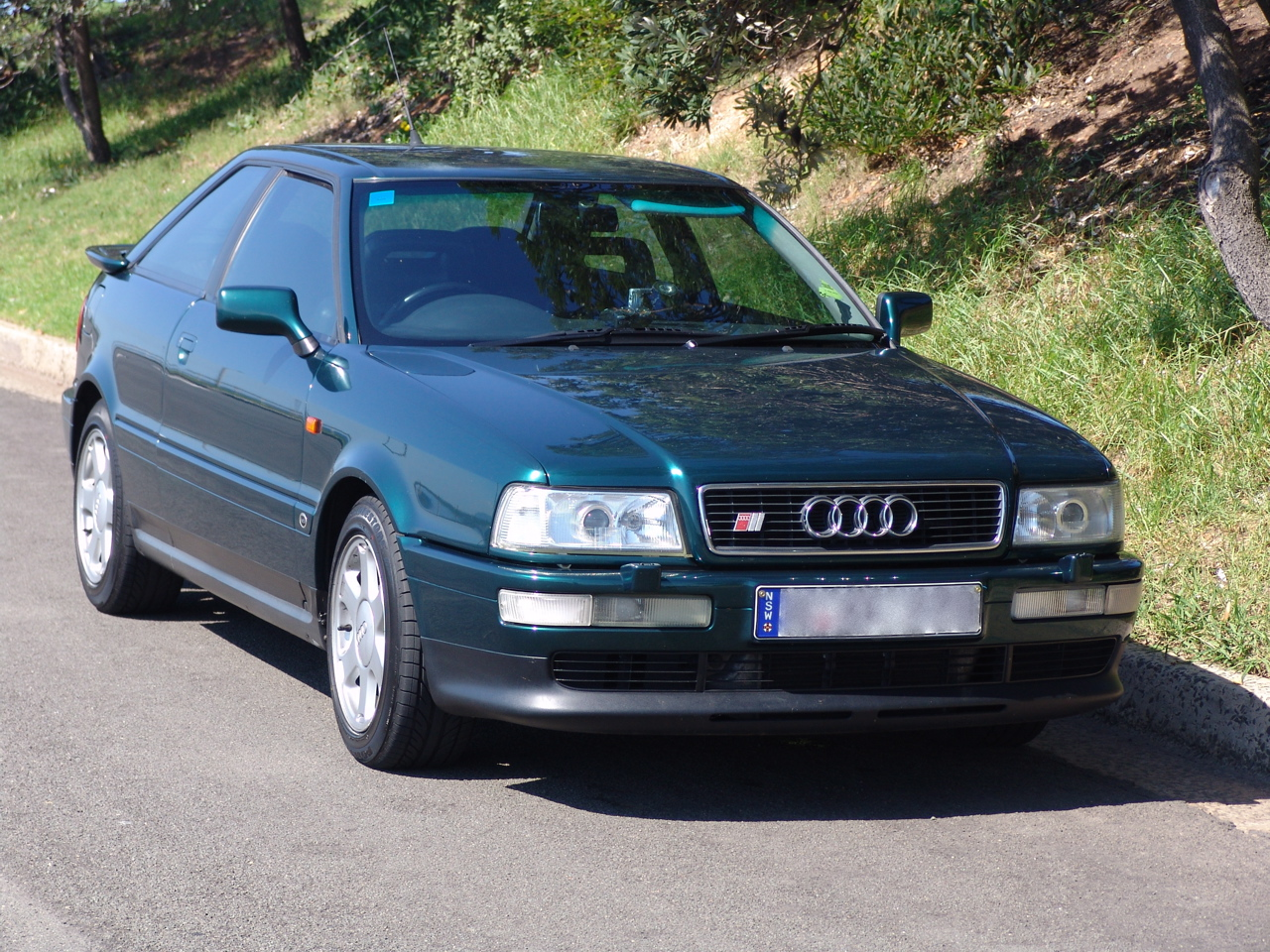
Audi S2

Audi S2 byla sportovní verze Kupé, odvozené od třetí generace modelu 80. Poháněl ho řadový dvacetiventilový pětiválec o objemu 2,2 litru, který pocházel z vozu Audi 200 a závodního Sport Quattra, který dosahoval výkonu 162 kW. V roce 1993 byla verze S2 faceliftována. Facelift obsahoval nová kola a změny vzhledu, zejména přední části. Začala se dodávat i verze S2 sedan a kombi, která byla založená na základě generace B4.

### B4 (1991–1996)

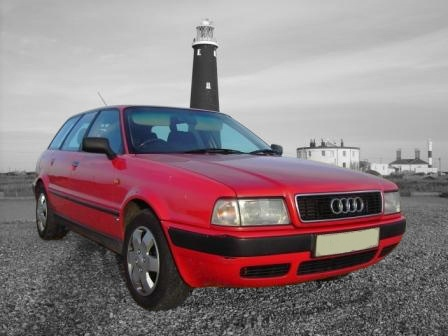
Audi 80 B4 Avant

Generace B4 se vyráběla od roku 1991 do roku 1996 jako sedan, kombi, kupé a kabriolet. Byla to poslední generace prodávaná pod názvem Audi 80. Jejím nástupcem bylo Audi A4 označované jako B5. Poháněly ho zážehové motory o objemech 1,6 až 2,8 litru nebo vznětový motor 1,9 litru.
Benzínové motory:
- 1.6 – 74kW
- 1.8 E 20v – 92kW
- 2.0 – 66kW
- 2.0 E – 85kW
- 2.0 E 16v – 103kW
- 2.0 E 20v R5 – 118kW
- 2.3 E 10v R5 – 98kW
- 2.3 E 20v R5 – 125kW
- 2.6 E – 110kW V6
- 2.8 E – 128kW V6
- S2 – 169kW, 2.2L 20v R5 Turbo
- RS2 Avant – 232kW 20v R5 Turbo

Naftové motory:
- 1.9 TD – 55kW
- 1.9 TDI – 66kW Intercooler